# Z
För andra betydelser, se Z (olika betydelser).
Z, benämnd zäta (uttal: [ˈsɛːta]), är den tjugosjätte och sista bokstaven i det moderna latinska alfabetet. I den svenska varianten av detta följs den dock av bokstäverna Å, Ä och Ö.

## Uttal
Bokstaven z uttalas på olika sätt beroende på språk. På svenska är den ovanlig, men uttalas [s] när den förekommer, förutom i några lånord, då z uttalas som ts. På ett antal språk uttalas den som ett tonande s, som i IPA betecknas just [z], ett ljud som inte används i svenska.

## Historia
Till det latinska alfabet kom Z från den grekiska bokstaven zeta. Den härstammar i sin tur från den feniciska bokstaven "zayin", som allra först föreställde en handboja ("ziqq"), men sedan föreställde ett svärd ("zayin").

## Datateknik
I datorer lagras Z samt förkomponerade bokstäver med Z som bas och vissa andra varianter av Z med följande kodpunkter:
| U+007A                        | z | LATIN SMALL LETTER Z                 | U+005A | Z | LATIN CAPITAL LETTER Z                 | de flesta där latinskt alfabet används                                                                                                   |
| U+1DBB                        | ᶻ | MODIFIER LETTER SMALL Z              |        |   |                                        | |
| U+017A                        | ź | LATIN SMALL LETTER Z WITH ACUTE      | U+0179 | Ź | LATIN CAPITAL LETTER Z WITH ACUTE      | polska, högsorbiska, lågsorbiska |
| U+1E91                        | ẑ | LATIN SMALL LETTER Z WITH CIRCUMFLEX | U+1E90 | Ẑ | LATIN CAPITAL LETTER Z WITH CIRCUMFLEX | |
| U+017E                        | ž | LATIN SMALL LETTER Z WITH CARON      | U+017D | Ž | LATIN CAPITAL LETTER Z WITH CARON      | samiska, finska, lettiska, litauiska, liviska, tjeckiska, slovakiska, slovenska, kroatiska, bosniska, högsorbiska, lågsorbiska, serbiska |
| U+017C                        | ż | LATIN SMALL LETTER Z WITH DOT ABOVE  | U+017B | Ż | LATIN CAPITAL LETTER Z WITH DOT ABOVE  | maltesiska, polska, kasjubiska |
| U+1E93                        | ẓ | LATIN SMALL LETTER Z WITH DOT BELOW  | U+1E92 | Ẓ | LATIN CAPITAL LETTER Z WITH DOT BELOW  | latinsk version av arabiska |
| U+1E95                        | ẕ | LATIN SMALL LETTER Z WITH LINE BELOW | U+1E94 | Ẕ | LATIN CAPITAL LETTER Z WITH LINE BELOW | latinsk version av arabiska |
| U+01B6                        | ƶ | LATIN SMALL LETTER Z WITH STROKE     | U+01B5 | Ƶ | LATIN CAPITAL LETTER Z WITH STROKE     | äldre tatariska |
| U+0292                        | ʒ | LATIN SMALL LETTER EZH               | U+01B7 | Ʒ | LATIN CAPITAL LETTER EZH               | skoltsamiska |
| U+01EF                        | ǯ | LATIN SMALL LETTER EZH WITH CARON    | U+01EE | Ǯ | LATIN CAPITAL LETTER EZH WITH CARON    | skoltsamiska |
| Äldre 7 eller 8-bitskodningar |   |                                      |        |   |                                        | |
| 0x7A                          | z |                                      | 0x5A   | Z |                                        | ASCII och ASCII-baserade kodningar |
| 0x9E                          | ž |                                      | 0x8E   | Ž |                                        | Windows-1252 (finns inte i ISO/IEC 8859-1/Latin-1)                                                                                       |
| 0xA9                          | z |                                      | 0xE9   | Z |                                        | EBCDIC-baserade kodningar |